# Cserzy Mihály
Cserzy Mihály (Szeged, 1865. október 16. – Szeged, 1925. december 16.) magyar író.
Érdeme a 20. századi századelő népi életformájának ábrázolása.

## Életpályája
Cserzi Mihály és Kovács Rozália fiaként született. A szegedi piaristáknál tanult. Borbélymester volt. 1880-tól kezdett írogatni. Első írásai 1885 körül jelent meg nyomtatásban. Békefi Antal fedezte fel tehetségét. Szakmáját külföldön sajátította el. Hazatérése után szegedi és budapesti lapok (1888) közölték a Tisza-vidéki nép életét ábrázoló írásait. 1918-ban a Szakács Andor által alapított Virradat főmunkatársa lett.
A szegedi Dugonics Társaság tagjává választotta. Elbeszéléseinek újságkivágataiból álló gyűjteményét a szegedi Somogyi Károly Városi és Megyei Könyvtár őrzi. Munkáinak nagy részét Homok álnévvel jegyezte. Mikszáth Kálmán, Gárdonyi Géza, Kemechey Jenő és Palócz László baráti köréhez tartozott. Tárcaírója volt a Pesti Naplónak, az Újságnak, a Pesti Hírlapnak, az Új Időknek és a Világnak. Halálát agyvérzés okozta. Felesége Bozsó Etelka volt.

## Emlékezete
Szegeden a második világháború után az addigi Téglagyári utcát Cserzy Mihály utcára nevezték át a tiszteletére.

## Művei
- A Szeged Rókusi Népkör millenniumi díszzászlójának története, Szeged, 1897
- Betyárlegendák (valószínűleg társszerzője e névtelen műnek, 1898)
- Kint a pusztán (elbeszélés, Szeged, 1899)
- Falusi históriák (elbeszélés, Budapest, 1902)
- Földművesek (elbeszélés, Szeged, 1903)
- Hazulról (Budapest, 1907)
- Siófoktól-Keszthelyig (1909)
- Játszik a délibáb (regény, 1912)
- Vasárnap délután (1912)
- Ugarimádás (Szalay Józseffel, 1915)
- Régi világból (elbeszélések, 1918)
- Az öreg Szeged (Szeged, 1922)
- Legendás időkből (regény, Szeged, 1925)

## Társasági tagság
- Dugonics Társaság